# Oleksandrivka, Lebedîn
Oleksandrivka (în ucraineană Олександрівка) este un sat în comuna Kurhan din raionul Lebedîn, regiunea Sumî, Ucraina.

## Demografie
Componența lingvistică a localității Oleksandrivka
     Ucraineană (97,22%)
     Rusă (2,22%)
     Alte limbi (0,56%)
Conform recensământului din 2001, majoritatea populației localității Oleksandrivka era vorbitoare de ucraineană (97,22%), existând în minoritate și vorbitori de rusă (2,22%).